# Rio Abara
O rio Abara, também conhecido como Abara Khawr, é um córrego em Juncáli, no Sudão do Sul . É um afluente do rio Agwei . O Abara encontra o rio Kongkong para formar o Agwei a leste de Bongak. O córrego é um barranco, ou barranco, que pode secar durante a estação seca, mas rapidamente se torna um curso de água devido a fortes chuvas durante a estação chuvosa.
1. ↑  «(SU26) Map - Sudan». www.getamap.net. Consultado em 1 de outubro de 2015